# Jacopo Stellini
Jacopo Stellini, född 1699 i Cividale del Friuli, död 1770 i Padua, var en italiensk abbot, författare och professor i filosofi.
Hans ryktbarhet vilar på verket De ortu et progressu morum, tryckt 1740. Han för fram en aristotelisk moralfilosofi och kan i viss mån betraktas som en av sociologins föregångare.